# James M. Stone (Astrophysiker)
James M. Stone (geb. vor 1984) ist ein US-amerikanischer Astrophysiker.
Stone studierte Physik an der Queen’s University (Kingston) mit dem Bachelor-Abschluss 1984 und dem Master-Abschluss 1986 und wurde 1990 an der University of Illinois at Urbana-Champaign in Astronomie promoviert. Er lehrte ab 1992 an der University of Maryland, wurde 2002 Professor an der Universität Cambridge und 2003 an der Princeton University. Er ist dort Associate Director des Princeton Institute for Computational Science and Engineering (PICSciE).
Er studierte hydro- und gasdynamische Probleme in der Astrophysik, zum Beispiel Akkretionsscheiben um Schwarze Löcher, Jets, verschmelzende Galaxiencluster oder interstellare Stoßwellen. 
2011 erhielt Stone den Aneesur-Rahman-Preis für seine Pionierarbeit in numerischer Magnetohydrodynamik, einschließlich der Entwicklung und Verbreitung weithin genutzter Codes und die Anwendung dieser Codes auf wichtige Probleme der Astrophysik (Laudatio) und 2018 den Brouwer Award. 2020 wurde Stone in die American Academy of Arts and Sciences gewählt, 2022 in die National Academy of Sciences. Für 2024 wurde ihm die James Craig Watson Medal zugesprochen. 

## Schriften (Auswahl)
- Computational Astrophysics, Scholarpedia 2007
- mit Ouyet, Pudritz: Episodic jets from black holes and protostars, Nature, Band 385, 1997, S. 409–414
- mit James Pringle: Magnetohydrodynamical non-radiative accretion flows in two dimensions, Monthly Notices Roy. Astron. Soc., Band 322, 2001, S. 461–472
- mit anderen: Athena: A New Code for Astrophysical MHD, Arxiv 2008
- Instabilities in accretion disks, in: Kanaris Tsinganos, Tom Ray, Matthias Stute (Hrsg.), Protostellar Jets in Context, Springer 2009